# 李祬
廢世子李祬（1598年農曆12月4日—1623年農曆6月25日），是朝鮮王朝第十五代國王光海君之子，廢妃柳氏所生。
李祬初名李脩（이수），1608年被立為世子。
1623年仁祖反正，李祬被褫奪世子之位，流放到江華島，後來因挖地道欲逃出圍籬失敗，而賜自盡。

## 家庭
- 正室：廢嬪朴氏（1598年－1623年）本貫為密陽朴氏，朴自興之女、李爾瞻外孫女。宣祖三十一年十一月二十日誕生，仁祖元年五月二十四日自縊。
  - 女：郡主（1614年），夭折
- 側室：昭训许氏，许筠之女，1618年被纳）
- 側室：宫人李氏，书吏李景茂之女
  - 庶女：縣主李娥其（현주 이아기，1618年－？年），夫義城人金文舉（김문거）；夫妻有一養子金縉[1]

## 相關影視作品及演員
- 2003年SBS电视剧《王的女子》，郑泰宇饰演
- 2014年KBS电视剧《王的面孔》，崔承勋饰演
- 2019年KBS電視劇《朝鮮浪漫喜劇–綠豆傳》：張東尹飾演
- 2021年MBN電視劇《綁匪－盜取命運》：飾演

## 附註
1. ↑  . 한국학 디지털 아카이브.   [2020-12-31].